# Sophie Hitchon
Sophie Hitchon (Burnley, 11 de julho de 1991) é uma atleta britânica, medalhista olímpica no lançamento do martelo.

## Carreira
Em abril de 2007, Hitchon estabeleceu um novo recorde de sub-17 feminino no Reino Unido, com um lançamento de 49,61 metros no meeting AC Open, em Kingston upon Hull. Menos de um ano depois, em março de 2008, estabeleceu um novo recorde mundial júnior de 59,74 m em Birmingham, aos 16 anos de idade, seguido por um lançamento de 59,49 m no Blackpool Open Meeting no mesmo final de semana. Representando a Inglaterra, ganhou a medalha de ouro nos Jogos da Juventude da Commonwealth, em Pune, Índia.
Em julho de 2009, Hitchon ganhou o bronze no martelo no Campeonato Europeu Júnior, melhorando seu próprio recorde nacional júnior para 63,18 m e levando a primeira medalha europeia para a Grã-Bretanha no lançamento de martelo feminino. Um ano depois, foi capitã da equipe feminina do Reino Unido no Campeonato Mundial Júnior da IAAF, obtendo a medalha de ouro. Representou o Reino Unido no Campeonato Europeu Sub-23 de 2011 em Ostrava, República Tcheca, conquistando a medalha de bronze.
Nos Jogos da Commonwealth de 2014, em Glasgow, alcançou a medalha de bronze no martelo com uma distância de 68,72 m. Esta foi sua primeira medalha em um campeonato adulto.
Nas Olimpíadas do Rio de 2016, Hitchon conseguiu uma medalha de bronze no lançamento de martelo com a marca de 74,54 metros em sua última tentativa, estabelecendo um novo recorde britânico no processo. Também se tornou a primeira atleta do Reino Unido a ganhar uma medalha olímpica nesse evento, além de encerrar um jejum de 28 anos para a Grã-Bretanha sem medalhas em provas de arremesso para mulheres, desde a prata de Fatima Whitbread no laçamento de dardo em Seul 1988.